# 擁有 (張信哲專輯)
《擁有》是張信哲的第九張個人大碟，發行於1995年初，也是其離開巨石音樂前的最後一張唱片。收錄了從張信哲出道直到離開巨石音樂長達五年期間時光裏的音樂（但不含《忘記》專輯及上一張中文專輯《等待》的歌曲）。《曾經愛過》、《疼妳的心》、《忘不了妳》以及《有了愛》四首歌為之前未被收錄過的新歌，《不變是你、永遠是我》則重新編曲，另外《我是真的愛妳》及《難道》在配樂比重上有所調整，其餘歌曲均是歷張專輯裏的精選老歌。

## 曲目
| 曲序 | 曲名             | 作曲     | 作詞   | 編曲              | 注釋                              |
| 01   | 曾經愛過         | 殷文琦   | 丁曉雯 | Jorge Calandrelli | 新歌 粵語版為李克勤《不必對我好》 |
| 02   | 疼你的心         | 黎沸揮   | 黎沸揮 | 鮑比達            | 新歌                              |
| 03   | 愛如潮水         | 黎沸揮   | 李宗盛 | 鮑比達            | 選自《心事》專輯                  |
| 04   | 讓我忘記你的臉   | 李宗盛   | 李宗盛 | 李正帆            | 選自《憂鬱》專輯                  |
| 05   | 我們愛這個錯     | 林隆璇   | 林隆璇 | 惠源              | 選自《說謊》專輯                  |
| 06   | 今夜夢裏有霧     | 佚名     | 丁曉雯 | Reggie            | 選自《說謊》專輯                  |
| 07   | 忘不了妳         | 黃國倫   | 鄭柏秋 | Jorge Calandrelli | 新歌                              |
| 08   | 有了愛           | 張朵朵   | 姚若龍 | Jorge Calandrelli | 新歌                              |
| 09   | 我是真的愛妳     | 李宗盛   | 李宗盛 | 鮑比達            | 選自《心事》專輯                  |
| 10   | 知道             | 林隆璇   | 林隆璇 | 盧志銘            | 選自《知道》專輯                  |
| 11   | 難道             | 德永英明 | 厲曼婷 | 洪敬堯            | 選自《心事》專輯                  |
| 12   | 不變是你永遠是我 | 鄭柏秋   | 丁曉雯 | 惠源              | 改編自《憂鬱》專輯                |

## 注解
1. ↑  原曲名含頓号

## 唱片版本
- 卡帶版
- 首批精裝紙盒CD版
- 普通CD版